# Neopilio
Sous-famille
Genre
Neopilio, unique représentant de la sous-famille des Neopilioninae, est un genre d'opilions eupnois de la famille des Neopilionidae.

## Distribution
Les espèces de ce genre sont endémiques du Cap-Occidental en Afrique du Sud,.

## Liste des espèces
Selon World Catalogue of Opiliones (19/07/2025) :
- Neopilio australis Lawrence, 1931
- Neopilio inferi Lotz, 2011

## Systématique et taxinomie
Ce genre a été décrit par Lawrence en 1931 dans les Phalangiidae. Il est placé dans les Neopilionidae par Kauri en 1961.
Cette sous-famille a été décrite par Lawrence en 1931 comme une sous-famille des Phalangiidae. 

## Publication originale
- Lawrence, 1931 : « The harvest-spiders (Opiliones) of South Africa. » Annals of the South African Museum, vol. 29, no 2, p. 341-508.